# Zollgrenzschutz
El Zollgrenzschutz (ZGS) (Servicio de Aduanas) fue una organización dependiente del Ministerio de Finanzas alemán de 1937 a 1945. Se encargó de proteger las fronteras de Alemania, actuando como una combinación de Patrulla Fronteriza y Servicio de Aduanas e Inmigración.

## Historia
El Zollgrenzschutz fue fundado en 1918 como una agencia para el cobro de tarifas del gobierno prusiano. Reorganizado en 1919 bajo la República de Weimar después de la Primera Guerra Mundial, gradualmente se volvió más militarizado y se transformó en una fuerza paramilitar, también debido a los problemas económicos del bloqueo, la inflación y la Gran Depresión.
En la Alemania nazi fue reformado nuevamente en 1937 por Fritz Reinhardt, un secretario de Estado del Ministerio de Finanzas. Llegó a tener unos 50.000 funcionarios. La Policía de Fronteras (Grenzpolizei), que tenía las funciones de control de pasaportes y fronteras, era diferente del Servicio de Aduanas.
Heinrich Himmler intentó poner el Zollgrenzschutz bajo el control de las Schultzstaffel (SS), algo que no tuvo éxito al principio. Durante la guerra, las unidades se utilizaron en territorios ocupados fuera de Alemania. Una parte significativa de los funcionarios más jóvenes fueron reclutados para la Wehrmacht, dejando el Zollgrenzschutz con hombres mayores. Después del intento de asesinato de Hitler el 20 de julio de 1944, las unidades quedaron fuera del control del Ministerio de Finanzas y se colocaron bajo el amt IV (Gestapo) de la Oficina Central de Seguridad del Reich (RSHA).
Fue disuelto al final de la Segunda Guerra Mundial.

## Rangos
| Cuello | Hombrera | Rango del ZGS                                                                         | Traducción                                | Equivalente en el Heer  |
| ------ | -------- | ------------------------------------------------------------------------------------- | ----------------------------------------- | ----------------------- |
|        |          | Generalinspekteur des Zollgrenzschutzes                                               | Inspector general del Servicio de Aduanas | Generalleutnant         |
|        |          | Ministerialrat                                                                        |                                           | Oberst                  |
|        |          | Oberregierungsrat                                                                     |                                           | Oberstleutnant          |
|        |          | Zollamtmann Zollrat Oberzollrat Regierungsrat                                         |                                           | Major                   |
|        |          | Oberzollinspektor Regierungsassessor Regierungsrat con menos de tres años en el grado |                                           | Hauptmann               |
|        |          | Zollinspektor                                                                         | Inspector de aduanas                      | Oberleutnant            |
|        |          | Oberzollsekretär                                                                      | Secretario Superior de Aduanas            | Leutnant                |
|        |          | Zollsekretär Hilfzollsekretär                                                         | Secretario de Aduanas                     | Stabsfeldwebel          |
|        |          | Zollassistent Hilfzollassistent                                                       | Asistente de Aduanas                      | Oberfeldwebel           |
|        |          | Zollbetriebsassistent Hilfszollbetriebsassistent                                      | Asistente de Operaciones Aduaneras        | Feldwebel               |
|        |          | Zolloberwachtmeister                                                                  | Sargento Primero de Aduanas               | Unteroffizier           |
|        |          | Zollwachtmeister                                                                      | Sargento de Aduanas                       | Gefreiter Obergefreiter |
|        |          | Zollgrenzangestellter                                                                 | Empleado de aduanas                       | Schütze                 |